# コンナオトナノオンナノコ
『コンナオトナノオンナノコ』は、安彦麻理絵による日本の漫画作品。またそれを原作とする、2007年に劇場公開された日本映画。
『FEEL YOUNG』（祥伝社）に連載され、同社より「フィールコミックス」のレーベルで発行されている。
映画版は2007年11月10日に池袋シネマ・ロサにて劇場公開された。

## 出演者
- エリカ - 大久保チアキ
- 桃生亜希子 - 伊原マサミ
- 水橋研二 - 中野淳一
- 斉藤陽一郎 - 伊原数彦
- 杉山彦々 - 小杉幸治
- 磯野光沙 - 伊原風花
- 高野八誠 - 鹿島
- 戸田昌宏
- 河合美智子 - 吉田（編集長）
- 津田寛治 - 樋口/医師

## スタッフ
- 監督：冨永昌敬[1]
- 原作：安彦麻理絵
- 脚本：佐藤有記、冨永昌敬
- プロデューサー：片山武志 丸山文成 服巻泰三
- アソシエイトプロデューサー：大野敦子
- 撮影：月永雄太
- 美術：仲前智治
- 照明：大庭郭基
- 録音：山本タカアキ
- 編集：冨永昌敬
- 音楽：渡邊琢磨
- 制作プロダクション：ユーロスペース
- 主題歌：「SPACE OUT GIRL」sighboat